# Стариков, Владимир Александрович
Владимир Александрович Стариков (род. 26 октября 1954, с. Крюковка, Тамбовская область) — российский государственный деятель. Экс-глава города Кинешма.

## Биография
В 1976 году окончил Тамбовский институт химического машиностроения по специальности «инженер-механик».
Трудовую деятельность начал с должности инженера-конструктора на Кинешемском заводе им. Калинина; работал мастером, начальником цеха, главным механиком завода. 
С 1983 по 1986 был секретарём парткома треста «Кинешмастрой». 
С 1986 г. работал в органах исполнительной власти г. Кинешмы. Стариков занимал должности первого заместителя председателя и председателя исполкома Кинешемского городского Совета народных депутатов.
В 1992 г. избран главой администрации г. Кинешма (на тот момент в нём проживало 104 400 человек). 
В 1996 г. выбран главой местного самоуправления и главой города Кинешмы. 
В 2000 году покинул свой пост. Долгое время был председателем совета глав Администраций городов и районов Ивановской области и членом президиума Российского съезда местных властей.
С января по август 2001 г. Стариков был заместителем председателя Правительства Ивановской области. С августа 2001 по декабрь 2005 года — заместитель главы администрации Ивановской области.
В 2004—2005 гг. являлся вице-президентом футбольного клуба «Текстильщик-Телеком» (Иваново).
С 18 сентября 2006 г по май 2010 года — Первый заместитель главы администрации городского округа Кинешма. 
В 2010 г. — и. о. главы администрации.
С ноября 2013 г. по апрель 2014 г. работал в должности советника главы администрации Кинешмы по вопросам ЖКХ.

## Звания и награды
- Отличник народного просвещения
- Орден Почёта (1996)
- Медаль «XV лет МЧС России»
- Почётный гражданин г. Кинешма (2012)
- Действительный член-академик академии проблем подъёма экономики России (с 14.7.2005).